# خايمي باردو ليال
خايمي باردو ليال هو محامي ونقابي وسياسي كولومبي، ولد في 28 مارس 1941 في Ubaque ‏ في كولومبيا، وتوفي في 28 مارس 1987 في La Mesa, Cundinamarca ‏ في كولومبيا. نشط حزبياً في Patriotic Union (Colombia) ‏.